# Antonio Illán
Antonio Illán Serrano (Callosa de Segura, Alicante, España, 16 de junio de 1948) es un exfutbolista español que se desempeñaba como centrocampista.

## Clubes
| Club              | País   | Año       |
| ----------------- | ------ | --------- |
| Elche C. F.       | España | 1966-1967 |
| Real Murcia C. F. | España | 1967-1968 |
| Elche C. F.       | España | 1968-1970 |
| Rayo Vallecano    | España | 1970-1974 |
| Hércules C. F.    | España | 1974-1975 |
| C. D. Tenerife    | España | 1975-1978 |